# Ophiacantha fidelis
Ophiacantha fidelis är en ormstjärneart som först beskrevs av Jean Baptiste François René Koehler 1930.  Ophiacantha fidelis ingår i släktet Ophiacantha och familjen knotterormstjärnor. Inga underarter finns listade i Catalogue of Life.